# Mycale diversisigmata
Mycale diversisigmata är en svampdjursart som först beskrevs av van Soest 1984.  Mycale diversisigmata ingår i släktet Mycale och familjen Mycalidae.
Artens utbredningsområde är Karibiska havet. Inga underarter finns listade i Catalogue of Life.